# René Chocat
René Chocat, né le 28 novembre 1920 à Santranges (Cher) et mort le 18 juillet 2000 à Montpellier, est un joueur de basket-ball français, évoluant au poste d'ailier.

## Biographie
Après avoir commencé le basket-ball à la JSP Issy-les-Moulineaux, il joue pour l'Avia Club, l'UA Marseille, l'Olympique de Marseille et l'ASPTT Montpellier.
Il joue pour l'équipe de France de 1945 à 1953, participant à cinq championnats d'Europe remportant deux médailles de bronze et une médaille d'argent. En 1948, il remporte la médaille d'argent aux Jeux olympiques d'été à Londres. Il termine huitième des Jeux en 1952 à Helsinki.
Il est ensuite conseiller technique régional à Montpellier et entraîneur du Montpellier Université Club, dans lequel joue sa fille Annie.

## Clubs
Joueur
- JSP Issy-les-Moulineaux
- Avia Club
- UA Marseille
- Olympique de Marseille
- ASPTT Montpellier

## Palmarès

### Carrière en équipe de France
- 68 sélections entre 1946 et 1955
- Jeux olympiques d'été
  -  médaille d'argent aux Jeux olympiques 1948 à Londres
  - 8e 1952 à Helsinki
- Championnat d'Europe
  -  médaille d'argent au Championnat d'Europe de basket-ball 1949 au Caire
  -  médaille de bronze au Championnat d'Europe de basket-ball 1951 à Paris
  -  médaille de bronze au Championnat d'Europe de basket-ball 1953 à Moscou
  - 4e en 1946 à Genève, 5e en 1947 à Prague

### Titres en clubs
- Champion de France 1948 avec l'UA Marseille[1]
- Champion de France de deuxième division (honneur) 1947 avec l'UA Marseille[1]
- Champion de France de deuxième division (honneur) 1952 avec l'Olympique de Marseille[1]

### Distinctions personnelles
- Mérite sportif en 1999
- Introduit membre de l'Académie du basket-ball français au titre de la promotion 2012[2].

## Sources
- Ressources relatives au sport :   - Basketball Reference (joueurs hors-NBA)
  - FIBA
  - FIBA Archive
  - Olympedia
  - Proballers
- Fiche de René Chocat sur le site de la Fédération française de basket-ball
- (en) Profil olympique de René Chocat sur sports-reference.com (archivé)